# Коржове (Синельниківський район)
Коржове (до 2024 року — Первома́йське) — село в Україні, у Васильківській селищній громаді Синельниківського району Дніпропетровської області. Населення становить 49 осіб.

## Географія
Село Коржове розташоване за 100 км від обласного центру та 55 км від районного центру, на правому березі річки Вовча. На східному півдні межує з селом Преображенське, на півночі — з селом Великоолександрівка та на заході — з селом Воскресенівка. Поруч пролягає автошлях територіального значення Т 0408. За 16 км від села розташована найближча залізнична станція Улянівка.

## Історія
Село засноване до 1932 року та перебувало у складі Васильківського району.
11 серпня 2016 року, в ході децентралізації, село увійшло до складу Васильківської селищної громади.
12 червня 2020 року, відповідно до розпорядження Кабінету Міністрів України № 709-р від «Про визначення адміністративних центрів та затвердження територій територіальних громад Дніпропетровської області», увійшло до складу Васильківської селищної громади.
19 липня 2020 року, в результаті адміністративно-територіальної реформи і ліквідації Васильківського району, село увійшло до складу новоутвореного Синельниківського району.
19 вересня 2024 року Верховна Рада підтримала перейменування села Первомайське на Коржове. 26 вересня 2024 року перейменування набуло чинності.

## Населення
За переписом населення 2001 року в селі мешкало 46 осіб.

### Мова
Розподіл населення за рідною мовою за даними перепису 2001 року:
| Мова       | Кількість | Відсоток |
| ---------- | --------- | -------- |
| українська | 42        | 85.71%   |
| циганська  | 6         | 12.24%   |
| російська  | 1         | 2.05%    |
| Усього     | 49        | 100%     |